# Papp Árpád (költő)
Papp Árpád (Somogyaszaló, 1937. március 19. – Ajka, 2010. augusztus 10.) magyar költő, irodalomtörténész, műfordító, tanár. Az irodalomtudományok kandidátusa (1995).

## Életpályája
Kisparaszti családban született. Szülei Papp János és Farkas Mária voltak. 1955-ben érettségizett a kaposvári Táncsics Mihály Gimnáziumban, majd 1955-1959 között az ELTE Bölcsészettudományi Kar magyar-latin szakán tanult, és itt szerzett diplomát. Tanulmányai alatt látogatta többek közt Kardos László műfordítói szemináriumát is. Az egyetem után visszakerült Kaposvárra, a hajdani gimnáziumában tanított latint, irodalmat és olaszt 1959-1965 között, valamint 1969-1990 között. 1965-1968 között a Magyar Tudományos Akadémia Ókortudományi Kutatócsoportjának munkatársa volt. 1966-tól a Világirodalmi lexikon újgörög és ciprusi görög irodalommal foglalkozó részének főszerkesztője volt. 1981-1990 között szerkesztő volt a Somogy című folyóiratban. 1985-1990 között az ELTE Eötvös Kollégiumának óraadó tanára, 1990-1994 között tanára volt. 1990-1994 között a Mediterrán Műhely vezetője volt. 1992-től a Magyarok Világszövetsége tagja volt. 1994-1995 között a Balatoni Akadémia alapító tanára volt. 1995-től az iskola archív könyvtárát gondozta.

## Munkássága
Dolgozott a Világirodalom Gyöngyszemei sorozaton, és a Modern Olasz Költők Antológiája kötet szerkesztésében is részt vett. Athénban, Cipruson, Krétán, Rómában és Palermóban ösztöndíjasként képezte tovább magát, a máltai La Valetta Egyetemen pedig vendégprofesszor volt. Több mint száz könyv megjelenését segítette.

## Művei
- Metszéspontok (versek, 1972, 1976, 1984, 1987, 1997)
- Töredék (versek, 1987)
- Ezer arc, egy álarc mögött (Versfordítások, 1987)
- Hazai tükörcserepek (esszék, 1987)
- Kapostól a Donig (Szili Ferenccel, naplók, levelek, dokumentumok, 1990)
- Írógép, végtelenített gyászszalaggal (válogatott versek, 1997)
- Oltár csillagokig (versek, 1998)
- Szívgyökér. Régi és új írások, 1954-2008; utószó Szijártó István; Typografika, Békéscsaba, 2009
- Visszatérés. Összes versek; szerk. Gencso Hrisztozov; Hollósy Galéria, Bp., 2012 ("Versek és képek")
- Metszéspontok (angol, bolgár, francia, görög lengyel, máltai, német, olasz nyelvre lefordítva) Typografika–MMBKT Békéscsaba, 2007

## Műfordításai
- Sz. Mirivilisz: Élet a sírban (regény, 1966)
- D. Hadzisz: Védtelenek (válogatott elbeszélések, 1966)
- Níkosz Kazandzákisz: Zorbász, a görög (Szabó Kálmánnal, regény, 1967)
- Jákovosz Kambanélisz: Mauthausen (Szabó Kálmánnal, regény, 1969)
- E. Kazantzaki: A meg nem alkuvó (naplók, levelek, 1979)
- A. Terzakisz: Isabeau hercegnő (történelmi regény, 1980)
- J. Ritszosz: Erotika (versek, 1984)
- K. Aszimakopulosz: Gyilkosok Spártában (regény, 1986)
- P. Prevelakisz: A halál lámpása (regény, 1988)
- N. Vrettakosz: Védőbeszéd (válogatott versek, 1990)
- Ezer arc, egy álarc mögött (válogatott versfordítások, 1987)
- Nikosz Kazantzakisz: Kurosz (Az ifjú, tragédia); MMBKT, Békéscsaba, 2017

## Elismerései, emlékezete

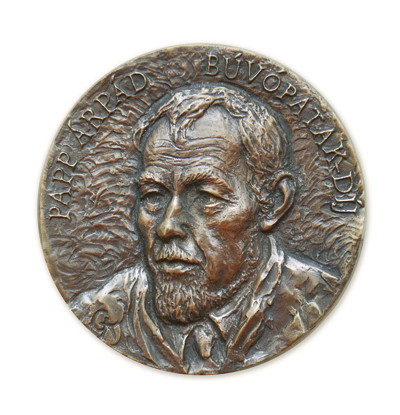
Papp Árpád plasztikus, mintázott portréja a Papp Árpád Búvópatak-díj díja Gera Katalin szobrászművész alkotása

- A Művészeti Alap Elsőkötetesek Díja (megosztva Esterházy Péterrel és Horváth Péterrel) (1977) (nem vette át)
- Az athéni Parnasszosz Irodalmi és Művészeti Társaság aranydiplomája (1982)
- Az év legjobb műfordítója (Görögország, 1990)
- Pro urbe Kaposvár (1994)
- Kaposvár díszpolgára (2002)

A Búvópatak polgári, kulturális és társadalmi havilap által alapított Búvópatak-díj kuratóriuma 2011. július 6-i ülésén a grémium úgy határozott, hogy a díj addigi nevét megváltoztatja, és elhunyt munkatársáról nevezi el. A grémium meglátása szerint Papp Árpád életműve és élete példaértékű, és bár mesterségét magas fokon űzte, életében semmilyen jelentős szakmai elismerésben nem részesült, ezért az alapítvány igazságtételnek is szánta, hogy néhai munkatársáról szakmai díjat nevezzen el.